# Jörg Maria Berg
Jörg Maria Berg (* 24. September 1930 in Schönbühel/Donau; bürgerlich Adolf Maria Strassmayr; † 22. Jänner 2025) war ein österreichischer Schlagersänger und Schauspieler.

## Leben
Nach der allgemeinen Schulausbildung und einer Lehre zum Export- und Importkaufmann nahm Strassmayr im österreichischen Krems an der Donau ein Musikstudium in den Fächern Posaune und Schlagbass auf. Während seines Studiums wurde er Mitglied einer Combo, in der er als Instrumentalist auftrat. Als er sein Studium an der Staatsakademie für Musik und darstellende Kunst in Wien fortsetzte, wurde er von einem Zwölf-Mann-Orchester zunächst als Posaunist aufgenommen, übernahm später aber den Sängerpart. Der Komponist Sepp Fellner machte Gerhard Mendelson, Produzent bei Polydor, der größten Schallplattenfirma im deutschsprachigen Raum, auf den jungen Sänger aufmerksam. Mendelson war von Strassmayrs Talent überzeugt, vermittelte ihm einen Plattenvertrag bei Polydor und verpasste ihm den Künstlernamen Jörg Maria Berg.
Unter diesem Namen trat er bereits bei einer Silvesterveranstaltung 1954 auf. Anfang 1955 nahm Jörg Maria Berg seine erste Platte mit den Titeln Eine Sommernacht in Santa Margaritha / Ich fahr dich ins Land der Liebe auf. Mit Zwei weiße Möwen zog er im September 1955 zum ersten Mal mit Platz neun in die deutschen Hitparaden ein. Aufnahmen mit Duetten und Gesangsgruppen prägten Bergs Karriere auch in den folgenden Jahren und bescherten ihm die größten Erfolge. Am erfolgreichsten war er zusammen mit Peter Kraus unter dem Pseudonym James Brothers (Wenn, 1958, Rang 5), mit dem er 1959 auch im Film Melodie und Rhythmus auftrat. Mehrere Platten nahm er auch mit Erni Bieler auf (Sieben Berge, sieben Täler; 1957, 9.). Außerdem war Berg Mitglied in den Gesangsgruppen Die Blauen Jungs, Montecarlos, Optimisten und Western Trio (zusammen mit Lolita). Bergs erfolgreichster Solotitel war die deutsche Gesangsversion des Pérez-Prado-Instrumentalstücks Patricia, mit dem er Ende 1958 den 3. Platz in den deutschen Hitparaden erreichte. Insgesamt konnte sich Berg mit seinen Solotiteln viermal in den deutschen Bestenlisten platzieren, in denen er aber nach Patricia nicht mehr auftauchte. Im März 1962 veröffentlichte Polydor die letzte Soloplatte mit Jörg Maria Berg. Sie blieb mit den Titeln Sweetheart Guitar und Vergiß den Tango nicht wie schon die Platten der letzten Jahre erfolglos.
Nachdem sein Plattenvertrag bei Polydor ausgelaufen war, nahm Berg noch einige unbeachtete Platten bei Electrola und Acordia auf. Schließlich nahm er wieder seinen bürgerlichen Namen Strassmayr an und wurde Moderator beim österreichischen Rundfunk. Er nahm Mitte der 1960er noch einmal ein Gesangsstudium auf und bekam Engagements als Opernsänger. Daneben trat er als Schauspieler im Theater an der Wien auf, und schließlich wurde er für mehrere Jahre Leiter des niederösterreichischen Schultheaters.
Am 13. Jänner 2012 erhielt er gemeinsam mit seiner Frau von der Stadtgemeinde Wieselburg die Auszeichnung „City Star 2011“ in der Kategorie 1 (Auszeichnung des Lebenswerks).
Seine Tochter Elisabeth „Sissi“ Berg (voc) tritt gemeinsam mit Horst Michael Schaffer  (tp), Robert Schönherr (p), Joschi Schneeberger (b), Andi Weiss (dr) unter dem Namen „Chet's Romance“ mit einem Programm in Erinnerung an Chet Baker regelmäßig im Wiener Jazzland auf.
Der Wiener Rapper Monobrother ist sein Enkel.
Jörg Maria Berg starb im Jänner 2025 im Alter von 94 Jahren.

## Diskografie
| Titel                                                                    | Katalog-Nr. | Ersch.Jahr |
| ------------------------------------------------------------------------ | ----------- | ---------- |
|                                                                          |             |            |
| Eine Sommernacht in Santa Margaritha / Ich fahr dich ins Land der Liebe  | 23037       | 1955       |
| Zwei weiße Möwen (Lolita) / Wer dich vergessen kann                      | 23049       | 1955       |
| Die Matrosen von der Santa Isabella / Wenn das blaue Meer nicht wär      | 23104       | 1955       |
| Luleila-Li / O Monika                                                    | 23144       | 1955       |
| Bella Rosa / Purpurrote Rosen                                            | 23209       | 1956       |
| Drei weiße Segel / Es begann in Capri                                    | 23264       | 1956       |
| Es leuchtet das Kreuz des Südens / Die schönen Mädchen von Milano        | 23332       | 1957       |
| Weit im Süden / Nur nicht weinen                                         | 23380       | 1957       |
| Sonja Dora (mit Lolita) / Tadellos, tadellos                             | 23469       | 1957       |
| Auf silbernen Wogen / Wart auf mich                                      | 23470       | 1957       |
| Wie schön (mit Erni Bieler) / Wenn du kommst (Montecarlos)               | 23504       | 1957       |
| Sieben Berge, sieben Täler (mit Erni Bieler) / Wohin fahren die Matrosen | 23518       | 1957       |
| Mama Guitar / Schöne Mädchen muss man lieben                             | 23603       | 1958       |
| Melodie D’amour / Küsse süßer als Wein                                   | 23635       | 1958       |
| Fahr wohl und viel Glück / Linda Lou                                     | 23724       | 1958       |
| Baby, ich schieß dir einen Teddy-Bär / Ein Lied erklingt                 | 23759       | 1958       |
| Die Sonne von Italien / Ein weißes Haus                                  | 23786       | 1958       |
| Patricia / Torero                                                        | 23821       | 1958       |
| Alles Glück auf dieser Welt (mit Erni Bieler) / Nicht weit von hier      | 23831       | 1958       |
| Tschau, tschau, tschau / Hab’ mich lieb                                  | 23857       | 1958       |
| Du bist mein Baby Doll / Mister Unbekannt                                | 23946       | 1959       |
| Ein Paar Blumen für Mary / Tip Top                                       | 24066       | 1959       |
| Sugaree / Mich ruft die weite Welt                                       | 24125       | 1959       |
| Maria - Marie / Ramonita                                                 | 24171       | 1960       |
| Tina-Tina-Luisa / Ich geh durch die Nacht                                | 24218       | 1960       |
| Meine Gitarre und ich / Ein kleiner Bär                                  | 24338       | 1960       |
| Lazy River / Vale Passee                                                 | 24479       | 1961       |
| Die Frau’n von Lissabon / Es war einmal ein blonder Kapitän              | 24547       | 1961       |
| Wenn durch Salzburg zwei Verliebte geh’n / Salzburg herrliches Salzburg  | 24591       | 1961       |
| Adios Barcelona / Einmal mit dir auf Capri sein                          | 24726       | 1962       |
| Sweetheart Guitar / Vergiß den Tango nicht                               | 24788       | 1962       |